# Hemiramphus bermudensis
Hemiramphus bermudensis is een straalvinnige vissensoort uit de familie van halfsnavelbekken (Hemiramphidae). De wetenschappelijke naam van de soort is voor het eerst geldig gepubliceerd in 1962 door Collette.